# Guild Wars: Prophecies
Guild Wars: Prophecies – pierwsza część serii gier CORPG firmy ArenaNet. Początkowo tytuł brzmiał po prostu Guild Wars, ale po wyjściu pierwszej kampanii postanowiono dodać podtytuł, aby nie dochodziło do pomyłek. Gra została stworzona przez ArenaNet i wydana przez NCsoft 28 kwietnia 2005 roku na Microsoft Windows. Została zaprojektowana przez Mike’a O’Brien, który pracował nad Warcraft III: Reign of Chaos i systemem Battle.net.

## Klasy
Gra oferuje 6 grywalnych klas postaci:
- Wojownik
- Łowca
- Mnich
- Elementalista
- Nekromanta
- Mesmer

## Opis fabuły

### Prolog (Askalon przed spopieleniem)
Historia opowiedziana w Guild Wars: Prophecies rozpoczyna się w roku 1072 AE, kiedy to Król Adelbern władca Askalonu poszukuje bohaterów, którzy pomogą mu w nadchodzącej wojnie z Charrami.
Postać gracza rozpoczyna grę, jako jeden z tych bohaterów i rozpoczyna przygotowania do wojny. Początkowy etapy są krótkim wprowadzeniem do historii świata gry a jednocześnie tutorialem, który ma zaznajomić użytkownika z działaniem gry.
Kiedy gracz wykona już główne zadania następuje atak Charrów, którzy używają niespotykanej dotąd broni i obracają królestwo Askalonu w ruiny. W historii świata Guild Wars wydarzenie to znane jest pod nazwą Spopielenia (Searing).

### Askalon
Następne wydarzenia maja miejsce dwa lata po zniszczeniu Ascalonu. Rurik ma na celu próbę obrony przed najeźdźcami jednak szybko okazuje się, że wróg ma zbyt wielką przewagę. Kiedy młody Książę Rurik zdaje sobie sprawę, że wojny nie da się wygrać postanawia uratować swoich poddanych proponując wyprawę do Kryty gdzie znajduje się inne ludzkie państwo. Niestety jego ojciec Król Adelbern nie popiera działań swojego syna i wypędza go z kraju.

### Północne Dresczogóry
W „Zagrodzie Jaków” zebrali się mieszkańcy Askalonu, którzy popierają księcia Rurika. Gracz oczyszcza drogę dla uciekinierów by mogli bezpiecznie przejść przez góry do swojego nowego domu. Po drodze księciu Rurikowi udaje się spotkać z jednym z krasnoludów, które oferują swoją pomoc, jednocześnie opisując obecną sytuację panującą na tych ziemiach. Jak się okazuje nie jest ona zbyt ciekawa. Obecnie krasnoludy prowadza wojnę ze swoimi mrocznymi braćmi i jedynym sposobem żeby przejść przez góry jest pomóc krasnoludom w odparciu kolejnej fali ataków. Wyprawa dobiega końca i Askalończykom udaje się bezpiecznie przejść przez góry. Niestety Rurik zginął poprzez przygniecenie drzewem.

### Kryta
Kiedy nareszcie udaje się osiągnąć cel podróży okazuje się, że tu także nie jest zbyt różowo. Kryta, bowiem jest najeżdżana przez hordy nieumarłych na czele, których stoi Licz poszukujący pradawnego Berła Orr. Gracz ponownie musi wesprzeć rdzennych mieszkańców w obronie ich państwa. Kiedy gracz rozwiąże już problem nieumarłych jeden z liderów Białych Opończy (zakon rządzący Krytą) Justiciar Hablion pozwala uciekinierom osiedlić się na północ od Lwich Wrót (stolica Kryty).
Szybko okazuje się, że nieumarli wcale nie dali za wygrana i rozpoczęli atak na Spowiednika Doriana jednego z wyższych kapłanów Białych Opończy. Po jego uratowaniu i zabezpieczeniu berła gracz zdobywa zaufanie wśród Opończy, które wtajemniczają go w niektóre ze swoich tajemnic.
Po uroczystym zaprzysiężeniu gracz dostaje kolejne zadanie polegające na dostarczeniu Oka Janthira do pewnego miejsca po drodze poszukując ludzi z darem „Prawdziwego Widzenia”.
Po wykonaniu tego zadania okazuje się, że Wybrańcy zostali porwani przez organizacje zwaną Lśniące Ostrza, która zamierza ich poświęcić w tajemniczym rytuale.

### Dżungla Maguumma i Kryta
Pierwszym zadaniem jest odnalezienie i sprowadzenie z powrotem Wybrańców. Podczas podróży gracz dowiaduje się, że to dzięki specjalnym nasionom Lśniące Ostrza mogą podróżować tak szybko po dżungli. Kiedy już Wybrańcy zostają odnalezieni okazuje się, że zostali porwani, ponieważ to Białe Opończe chciały ich poświęcić a Ostrza miały zamiar ich uratować.
Nie wierząc zbytnio liderce Ostrzy gracz wyrusza do Krwawego Kamienia, gdzie ma odbyć się rytuał poświęcenia tych Wybrańców, których nieudało się porwać. Niestety przybywa zbyt późno i Justiciar Hablion kończy rytuał. Udaje się jednak go zabić mimo siły, jaką zdobył podczas rytuału.
Mając już pewność, że to Biała Opończa jest zła gracz dołącza do Lśniących Ostrzy i wraz z nimi próbuje uzyskać dostęp do Kręgu Denravi tajemniczego miasta należącego niegdyś do druidów.
Miasto to staje się główna siedziba Ostrzy i tam zostaje opracowany plan dalszego działania. Priorytetem staje się odzyskanie Berła Orr w celu zapobieżenia wykorzystaniu go do niewłaściwych celów. Kiedy gracz dociera to miejsca przechowywania berła Dinas oddaje go bez walki, ponieważ też uważa, że Biała Opończa postępuje źle.
Kiedy już Berło Orr trafia w ręce Ostrzy zapada decyzja żeby dostarczyć go do Vizier Khilbrona jedynego człowieka, jaki przeżył ze zniszczonego imperium Orr. Po odnalezieniu i oddaniu berła Vizierowi gracz dowiaduje się, że Biała Opończa to nie największy problem, jaki obecnie zagraża, Tyrii. Większy problem stanowią ich „bogowie” ale żeby móc się z nimi zmierzyć trzeba wyruszyć do Kryształowej Pustyni w celu zwiększenia swojej siły.

### Kryształowa pustynia
Cała pustynia zamieszkana jest przez duchy ludzi, którzy kiedyś na niej zginęli. Od jednego z nich można dowiedzieć się, że gracz musi przejść trzy próby, aby dostąpić zaszczytu wzięcia udziału w teście mającym na celu sprawdzenie naszej siły i umożliwiającym spotkania się z wyrocznią.
Po wykonaniu wszystkich trzech prób gracz musi pokonać jeszcze Doppelgangera posiadającego dokładnie te same zdolności, co gracz dzięki czemu trafia do Smoczego Legowiska - siedziby wyroczni która nie za bardzo lubi gości i żeby z nią porozmawiać trzeba pokonać jej sześciu strażników. Kiedy już się to uda okazuje się, że wyrocznia to stara smoczyca imieniem Iskra, która wydarzenia, w których obecnie bierzemy udział przewidziała już dawno temu nazywając je Przepowiednią o Poszukiwaczu Ognia. Dowiadujemy się od niej, że naszym następnym krokiem powinno być udanie się do stolicy krasnoludów i tam szukać dalszych wskazówek tego, co mamy robić. Mówi także, że tam jeszcze nie kończy się nasza historia, ale będziemy musieli się wybrać na Wyspy Kręgu Ognia.

### Południowe Dreszczogóry
Wojna, jaka toczyła się między krasnoludami a ich mrocznymi braćmi nabrała rozpędu a my trafiamy w sam jej środek. Dodatkowo okazuje się, że Białe Opończe wspomagane przez swoich „bogów” Mursaatów schwytali i uwięzili liderów Lśniących Ostrzy. Podczas próby ich uwolnienia dochodzi do pierwszej walki z murssatami i jak się okazuje gracz nie ma z nimi zbyt dużych szans.
Po uwolnieniu więźniów dowiadujemy się, że Markus jeden z członków Ostrzy jest zdrajcą. Jednak są też i dobre informacje, niedaleko od obecnej siedziby Markusa znajduje się Prorok, który być może zna sposób na wyrównanie naszych szans z mursaatami.
Po odnalezieniu Proroka i wykonaniu dla niego zadania zbroja gracz jest wzmocniona tak, aby była odporna na ataki Mursaatów. Po tych wydarzeniach gracz zmierza do Twierdzy Burz, która obecnie oblegana jest przez mroczne krasnoludy. Kolejne zadanie to odbicie twierdzy, ponieważ jest to jedyna droga do siedziby Mursaatów.
W twierdzy gracz spotyka krasnoluda, który odpowiadał za śmierć księcia Rurika a obecnie jest głównym dowodzącym oblężenia. Po zabiciu jego i jego sług na twierdzę najeżdżają tym razem Białe Opończe razem ze swoim przywódcą Dorianem. Po usunięciu i tego zagrożenia portal na Wyspy Kręgu Ognia stoi otworem. Niestety Licz, przywódca nieumarłych także udaj się na wyspy w nieznanym celu.

### Wyspy Kręgu Ognia
Aby pokonać Mursaatów trzeba dostać się do Wrót Komali i otworzyć je. Jednak droga prowadząca do nich jest silnie broniona przez liczne wrogie oddziały. Kiedy już wrota zostały otwarte okazuje się, że Vizier Khilbron to tak naprawdę Licz stojący na czele nieumarłych a otwarcie wrót było mu potrzebne do uwolnienia tytanów, których dzięki Berłu Orr może kontrolować. Jego celem jest zamienienie wszystkich żyjących istot w Tyrii w nieumarłych a jedyny sposobem na powstrzymanie go jest ponowne zamknięcie Bramy Komali. Zanim jednak to zrobimy postać mierzy się z jego czempionem, którym okazuje się Książę Rurik przemieniony w nieumarłego sługę.

### Epilog
Po powstrzymaniu Licza i zamknięciu bramy wyspami wstrząsają potężne wybuchy. Mursaaty zostały zdziesiątkowane i nie stanowią już takiego zagrożenia. Pojawia się smoczyca Iskra i zabiera w nieznane miejsce Berło Orr.

## Ważniejsze postaci

### Król Adelbern
Król Adelbern - (ur. 1011 AE w Drascir). Władca Ascalonu. Dzięki swoim heroicznym czynom na polu bitwy stał się najbardziej znanym królem w historii. W młodzieńczych latach był czempionem gildii Wybrańcy Ascalonu a historii o jego wyczynach w czasie Wojen Gildii opowiadane są do dziś. Kiedy Askalon stanął w obliczu zagłady ze strony Charrów król uważał, że da rade obronić swój kraj i nie chciał się zgodzić ze swoim najstarszym synem, który uważał, że należy uciekać ze zniszczonego państwa. Przez ten wybór straci znaczne poparcie wśród swoich poddanych.

### Książę Rurik
Książę Rurik – (ur. 1040 AE w Drascir zm. 1072 AE we Wrotach Mrozu). Najstarszy syn Króla Adelberna. Odważny i uważany za człowieka, który nigdy nie czuł strachu. Swój czas wolał poświęcał zwykłym obywatelom niż zamożnej części społeczeństwa. Jako chłopiec trenował w Akademii Ascalońskiej. Kiedy dorósł założył oddział zwany Askalońską Awangardą, która nie podlegała królowi. W czasie wojny z Charrami został wygnany przez ojca z kraju z powodu nieposłuszeństwa. Stanął na czele uciekinierów, którzy próbowali uciec ze zniszczonego Ascalonu. Nie udało mu się przeżyć tej wyprawy. Zginął w walce z jednym z mrocznych krasnoludów.

### Król Jalis Ironhammer
Król Jalis Ironhammer - (ur. 945 AE w Grooble’s Gulch). Król krasnoludów z Deldrimoru. Jego państwo obejmuje całe Dresczczogóry. Jest mądrym, silnym i cierpliwym mężczyzną, który podejmuje decyzje bardzo staranie wiedząc, że jego wybory będą miały wpływ na cały jego lud. Żyje by służyć swoim ludziom i właśnie za to jego ludzie darzą go miłością i szacunkiem.

### Iskra
Iskra - Jedna z najstarszych smoczyc w świecie Tyrii. Przewidziała wiele z obecnych wydarzeń.

### Vizier Khilbron \ Licz
Vizier Khilbron \ Licz - Początkowo udaje jedynego ocalałego mieszkańca Orr jednak potem okazuje się przywódcą nieumarłych.

## Wydanie gry
W wielu krajach standardowa edycja posiadała na okładce jedną z sześciu grywalnych klas postaci (kolekcjonerska edycja posiadała jedynie wersję z nekromantą). W Polsce była dostępna jedynie wersja standardowa z wizerunkiem nekromanty oraz brak było możliwości kupienia edycji kolekcjonerskiej. Obecna edycja standardowa na okładce posiada wizerunek wojownika oraz łowcy.

### Edycja Standardowa (premierowa)
- Kartę pomocy podręcznej w trzech językach
- Dwie książki o Guild Wars:
  - Guild Wars: Manuscripts Book I: The Lore of Guild Wars (historia świata)
  - Guild Wars: Manuscripts Book II: The Challenge (opisująca sposób grania)
- Zapieczętowaną kartę z kluczem aktywacyjnym
- Klucz rejestracji elektronicznej dający możliwość zarejestrowania gry na stronie polskiego wydawcy.
- 2 płyty CD

### Edycja Standardowa (obecna)
- Zawiera wszystko to, co edycja premierowa. Jedyną różnicą jest wygląd okładki oraz zamiast dwóch płyt CD zawiera jedną DVD.

### Edycja Kolekcjonerska
- Wszystkie elementy edycji standardowej
- Słuchawki firmy Logitech
- 3 miesięczny trial w serwisie SpeakEasy
- Ścieżka dźwiękowa z gry
- The Art of Guild Wars Book 1
- Divine Aura – Specjalna aura, którą widać na dłoniach postaci informująca, że gracz posiada kolekcjonerską edycję pierwszej kampanii (prócz efektów wizualnych nie ma wpływu na grę)

### Platynowa Kolekcja
- Instrukcja do gry
- Poradnik (opis przejścia misji)
- Płyta DVD z grą
- Karta rejestracji elektronicznej gry (CD Projekt)
- Karta Aktywacyjna gry
- Ognisty Imp (bonus w grze)